# Serang

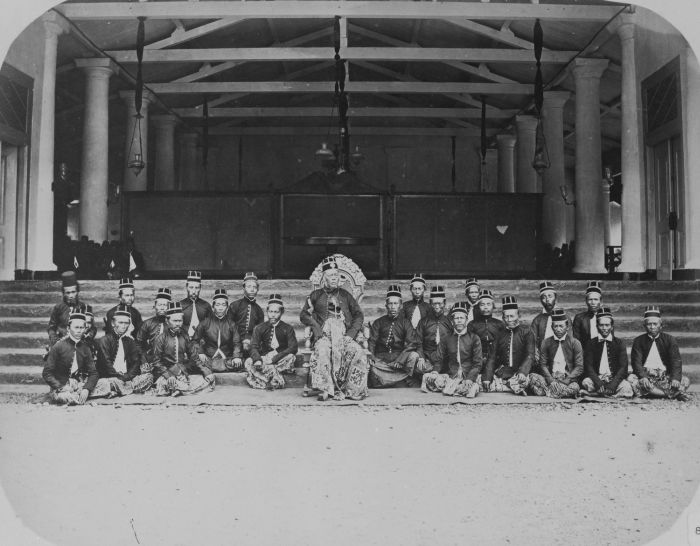
El regent de Serang a l'any 1870.

Serang és una ciutat de l'illa de Java, Indonèsia.

## Particularitats
Serang es troba a l'etrem oest de Java, a la província de Banten. L'any 2003 comptava amb un total de 1,786,000 habitants.
És la capital de la província indonesia de Banten i el centre administratiu de la regència de Serang. Aquesta ciutat té l'estatus de kota.